# Haddy N’jie

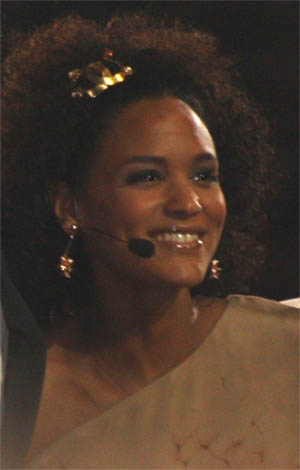
Haddy N’jie beim Eurovision Song Contest in Oslo (2010)

Haddy Jatou N’jie (* 25. Juni 1979 in Oslo) ist eine norwegische Sängerin, Songwriterin, Autorin, Journalistin und Fernsehmoderatorin.

## Biografie
Haddy N’jie wurde 1979 (anderen Angaben zufolge 1977) als Tochter eines gambischen Vaters und einer norwegischen Mutter geboren. Sie wuchs gemeinsam mit vier jüngeren Geschwistern in Kolbotn, in der Nähe von Oslo, auf und widmete sich dem Ballett. Ihre Schwester Lisa Aisato N’jie Solberg (* 1981) ist Illustratorin und Kinderbuchautorin. Als Jugendliche litt sie unter Depressionen und veröffentlichte im Alter von 16 Jahren einen ersten Roman. Von 1995 bis 1998 besuchte Haddy N’jie das Osloer Privatgymnasium und wechselte daraufhin auf die Hochschule Oslo, wo sie sich zur Journalistin ausbilden ließ.
Im Dezember 2000 kam N’jie laut eigenem Bekunden während eines Aufenthalts in Granada, Spanien, durch einen Zimmernachbarn mit dem Gesang in Berührung. In Norwegen schloss sie sich daraufhin der Comedy-Gruppe Queendom an, um ihr Lampenfieber zu bewältigen. Die Gruppe besteht aus fünf Frauen mit afrikanischen Hintergrund. Daneben arbeitete sie als Journalistin für die Fernsehnachrichten Dagsrevyen des staatlichen norwegischen Senders NRK und veröffentlichte mit White Lies (2005) ihr erstes Soloalbum als Sängerin für das sie auch die Songs schrieb. Sie blieb der Theaterarbeit mit Queendom treu, die sich Gesellschaftssatiren widmete. Nebenher verdiente sie sich nach einer gescheiterten Karriere als Fernsehansagerin bei NRK als freie Mitarbeiterin bei verschiedenen Zeitschriften ihren Lebensunterhalt. Im Sommer 2007 stellte sie ihre eigene Band A Few Good Men zusammen, mit der sie ihr zweites Album Welcome Home aufnahm.
Zur selben Zeit wurde N’jie Kolumnistin bei der norwegischen Tageszeitung Dagbladet. In ihren Artikeln thematisiert sie unter anderem offen eigene Ängste und psychische Probleme. 2008 folgte die Arbeit an dem selbstverfassten Stück Jeg vet hvorfor sowie die beiden Bücher Oppdrag Norge (mit der Queendom-Gruppe) und das Kinderbuch Dans, dans! (gemeinsam mit Lamin Chorr Nielsen). 2009 moderierte N’jie für NRK die jährliche Spendensendung TV-Aksjonen. 2010 folgte die Veröffentlichung ihres dritten Albums World Of The Free. Im selben Jahr moderierte sie gemeinsam mit Erik Solbakken und Nadia Hasnaoui den 55. Eurovision Song Contest in Oslo. Am 21. August 2011 wirkte sie als Moderatorin an der Fernsehübertragung zu einer zentralen Trauerfeier für die Toten der Anschläge in Norwegen 2011 mit.
Von 2016 bis 2019 moderierte sie die Weihnachtsshow Kvelden før kvelden. Im Jahr 2021 nahm sie an der zweiten Staffel der Musikshow Maskorama teil.

## Privates
N’jie ging im Jahr 2019 eine Ehe mit dem Arbeiderpartiet-Politiker Trond Giske ein, der im Jahr 2018 nach Vorwürfen von sexueller Belästigung von sämtlichen Parteiämtern zurücktrat. N’jie gab im Jahr 2019 das Buch Dagbok: 13. desember – 13. februar heraus, in dem sie aus ihrer Sicht über die Zeit und das Vorgehen der Medien im Fall ihres Mannes schrieb. Das Buch löste größere ethische Debatten in der Medienwelt aus.

## Diskografie
- 2005: White Lies
- 2009: Welcome Home
- 2010: World Of The Free